# الجحصامة

تعديل مصدري - تعديل

الجحصامة هي إحدى قرى عزلة جيشا بمديرية جيشان التابعة لمحافظة أبين، بلغ تعداد سكانها 35 نسمة حسب تعداد اليمن لعام 2004.